# Bernard Bégaud
Pour les articles homonymes, voir Bégaud.
Bernard Bégaud, né le 24 août 1949 à Bayonne, est un universitaire français, fils du peintre portraitiste et paysagiste Pierre-Albert Bégaud (1901-1956) de « l'école de Bordeaux ».

## Biographie
Docteur en médecine, Bernard Begaud fait ses études à l'université Bordeaux-II et se spécialise en pharmacologie épidémiologique à Montréal.
Ses activités de recherche portent sur l'évaluation du risque d'utilisation des produits de santé et la détermination des facteurs associés ainsi que l'évaluation de l'impact des produits de santé sur les populations. C'est un expert international reconnu en pharmacovigilance et en pharmaco-épidémiologie. Il contribue à plusieurs comités nationaux et européens du domaine.
Nommé professeur hospitalo-universitaire, Bernard Bégaud est chef de service hospitalier et dirige le Département de Pharmacologie du centre hospitalier universitaire de Bordeaux de 1995 à 2003. Il est doyen de l'une des facultés de médecine de Bordeaux de 1997 à 2002, puis exerce les fonctions de président de l'université Bordeaux II de 2002 à 2008.
Il est fondateur et premier président du Pôle de recherche et d'enseignement supérieur (PRES) de l'université de Bordeaux de 2007 à 2008.
Bernard Bégaud est directeur de l'unité de recherche INSERM U657 « Pharmaco-épidémiologie et évaluation de l'impact des produits de santé sur les populations ». Il est aussi président du département du transfert de la recherche et des finances de l'Université de Bordeaux.

### Mise en cause des benzodiazépines dans la hausse des cas de démence
De 1988 à 2012 l'université de Bordeaux-Segalen entreprend une vaste étude gériatrique, l'étude Paquid, dont l'objectif est l’étude épidémiologique du vieillissement cognitif et fonctionnel en population générale. En analysant les résultats de l'étude, Bégaud note l'incidence des médicaments psychotropes.
L'entretien de Bégaud, accordé en 2011 à la revue Sciences et Avenir et autorisé à la publication sous le titre « Ces médicaments qui favorisent Alzheimer », est largement repris dans d'autres magazines et journaux. Son étude publiée dans le British Medical Journal, en 2012 rapporte une hausse du risque de développer une démence de près de 50% chez les personnes âgées exposées aux benzodiazépines.
Malgré une levée de boucliers de certains spécialistes, les autorités sanitaires sont incitées par la suite à considérer la prise de benzodiazépines comme un facteur de risque majeur dans cette affection.

## Publications
Liste non exhaustive
- Dictionnaire de pharmaco-épidémiologie, 1995, ARME-pharmacovigilance éd. (Association pour la Recherche Méthodologique en Pharmacovigilance),  (ISBN 2909176061) ; réédition 1998  (ISBN 2909176134)
- La comparaison des nombres attendus et observés en pharmacovigilance : Principe, mise en œuvre et applications, en collaboration avec Annie Fournier, 1999,  (ISBN 2909176185)
- Mesures de risque, d'association et d'impact en pharmaco-épidémiologie, 1999, ARME-pharmacovigilance éd.,  (ISBN 2909176126)

## Distinction
- Chevalier de la Légion d'honneur (promotion du 1er janvier 2007).